# Carl Fürstner

Carl Fürstner

Carl Ludwig Fürstner (auch Karl Fürstner; * 7. Juni 1848 in Strasburg, Uckermark; † 25. April 1906 in Straßburg) war ein deutscher Neurologe und Psychiater. Nach ihm wurde pseudospastische Parese mit Tremor als „Fürstnersche Krankheit“ bezeichnet.

## Leben
Fürstner besuchte das Joachimsthalsche Gymnasium in Berlin. Als Sohn eines Arztes studierte er ab 1866 bis 1870 an der Julius-Maximilians-Universität Würzburg Medizin. Im selben Jahr wurde er im Corps Nassovia Würzburg aktiv. Als Inaktiver wechselte er an die Friedrich-Wilhelms-Universität zu Berlin. In seinen letzten Semestern famululierte er bei Rudolf Virchow. Er nahm als Feldassistenzarzt am Deutsch-Französischen Krieg teil. Nach seiner Rückkehr wurde er 1871 in Berlin Zur Streitfrage über das Othämatom zum Dr. med. promoviert. 1872 ging er als Assistent an das Pathologische Institut der Königlichen Universität zu Greifswald. 1873 kehrte er nach Berlin zurück und trat eine Stelle als Oberarzt an der Irrenabteilung der Charité unter Carl Friedrich Otto Westphal an. 1877 wechselte er als Assistenzarzt an die Irrenanstalt Stephansfeld im Elsass. 1878 berief ihn die Ruprecht-Karls-Universität Heidelberg zum o. Professor für Psychiatrie und zum Leiter der neu erbauten Großherzoglich Badischen Universitäts-Irrenklinik Heidelberg (heute Psychiatrische Universitätsklinik Heidelberg).

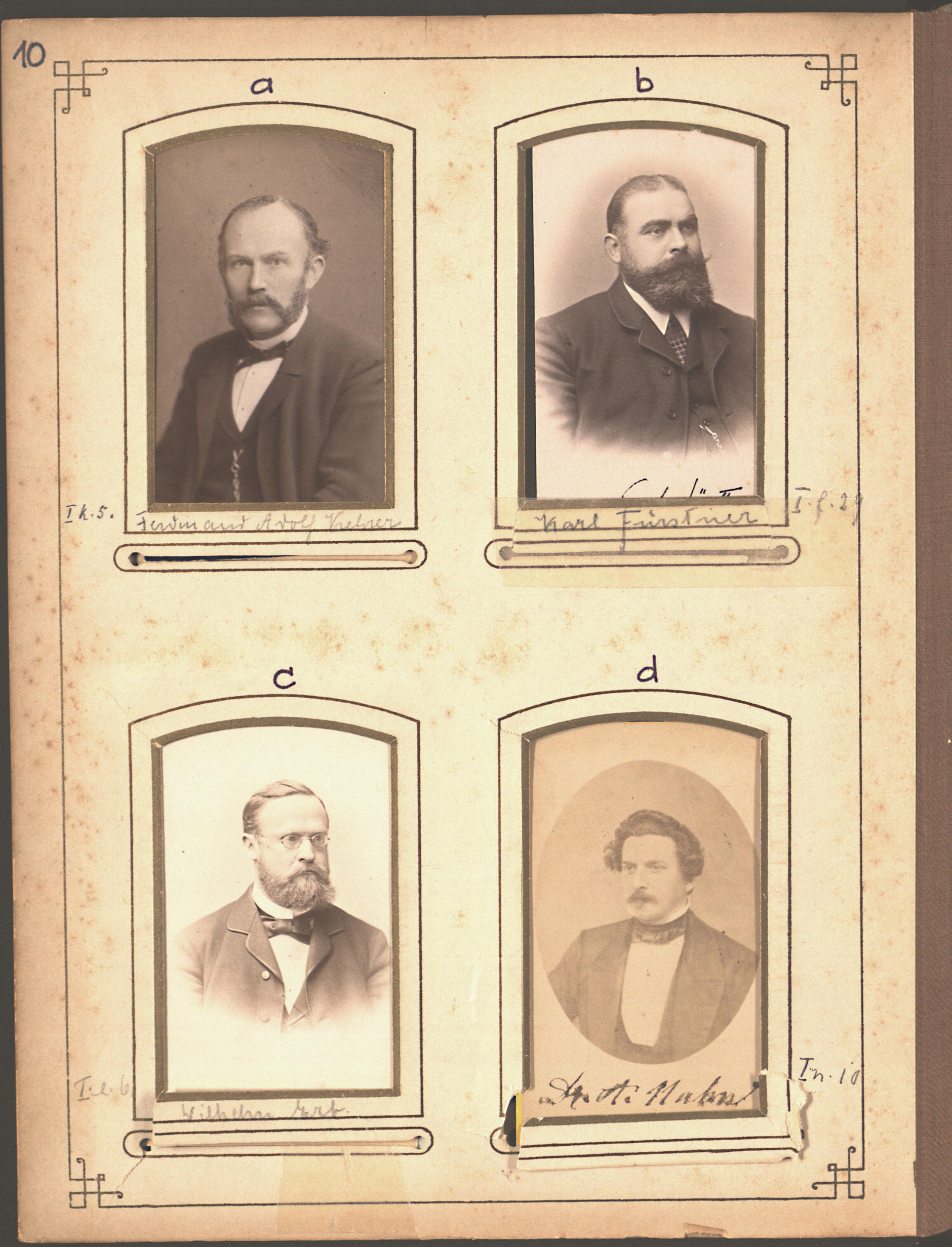
Lehrkörper der Universität Heidelberg 1886 (Fürstner = b)

Alfred Hoche, ein Schüler Fürstners aus Heidelberger Tagen, schilderte die bescheidene Situation in der Heidelberger Klinik rückblickend:

„Das Laboratorium war ein kleines, einfenstriges Zimmer; der Hörsaal war das Kasino der Kranken, in dem die Hörer um ein Billard herum saßen. Die Klinik hatte 2, in der letzten Zeit 3 Assistenten. Es gab kein Examen in Psychiatrie, so daß keineswegs alle Studierenden die psychiatrische Klinik besuchten, ein Umstand, der durch Fürstners persönliche Anziehungskraft ausgeglichen wurde; immerhin hing die Stimmung unseres damaligen Chefs sehr von der Frequenz seiner Vorlesungen ab, und der damalige Oberarzt setzte im Scherz 50 Pfennige für jeden Hörer aus, der über die zu erwartende Mittelzahl hinaus erschien.“

1890 folgte Fürstner einem Ruf an die Kaiser-Wilhelms-Universität zu Straßburg. Fürstner saß im Vorstand des Deutschen Vereins für Psychiatrie und war Mitherausgeber des Archivs für Psychiatrie, wo auch die meisten seiner Arbeiten erschienen. Er starb einigermaßen überraschend an den Folgen und Komplikationen einer Gangrän des Fußes infolge eines nicht erkannten Diabetes mellitus.
Fürstner gehörte, wie z. Bsp. auch Paul Flechsig, zu den Repräsentanten der sogenannten „Hirnpsychiatrie“. Psychische Krankheiten galten ihm immer als Teil der Hirnpathologie. Deshalb interessierten ihn in erster Linie die Krankheiten, bei denen sich Zusammenhänge mit Erkrankungen anderer Zentralorgane feststellen ließen. So arbeitete er über Pachymeningitis haemorrhagica, die Gliose der Hirnrinde, Muskelveränderungen bei Psychosen und Höhlenbildungen im Hirn und Rückenmark, vor allem aber zur pathologischen Anatomie der progressiven Paralyse.

## Schriften
- Zur Streitfrage über das Othämatom. In: Archiv für Psychiatrie. 3 (1873), S. 353ff.
- Ueber Schwangerschafts- und Puerperalpsychosen. In: Archiv für Psychiatrie. 5 (1875), S. 505ff.
- Ueber Albuminurie bei Alkoholisten. In: Archiv für Psychiatrie. 6 (1876), S. 755 u. Archiv für Psychiatrie. 7 (1877), S. 643ff.
- Ueber Irrenkliniken an der Hand eines Berichtes über den Betrieb der Universitäts-Irrenklinik zu Heidelberg während der Jahre 1878–1883. Bangel & Schmitt, Heidelberg 1885.
- Ueber Gliose der Hirnrinde. In: Archiv für Psychiatrie 15 (1884), S. 835ff u. Archiv für Psychiatrie. 16 (1885), S. 851ff.
- Ueber das Verhalten des Körpergewichtes bei Psychosen. In: Deutsches Arch. f. klin. Med. 1890.
- Zur Pathologie und pathologischen Anatomie der progressiven Paralyse insbesondere über die Veränderungen des Rückenmarkes und der peripheren Nerven. In: Archiv für Psychiatrie. 14 (1892), S. 83ff.
- Ueber pseudospastische Parese mit Tremor. In: Neurolog. Centralblatt. (1896), S. 674ff.
- Zur Pathologie der progressiven Paralyse. In: Monatsschr. f. Psych. u. Neurolog. 12 (1902).